# Prérisirály

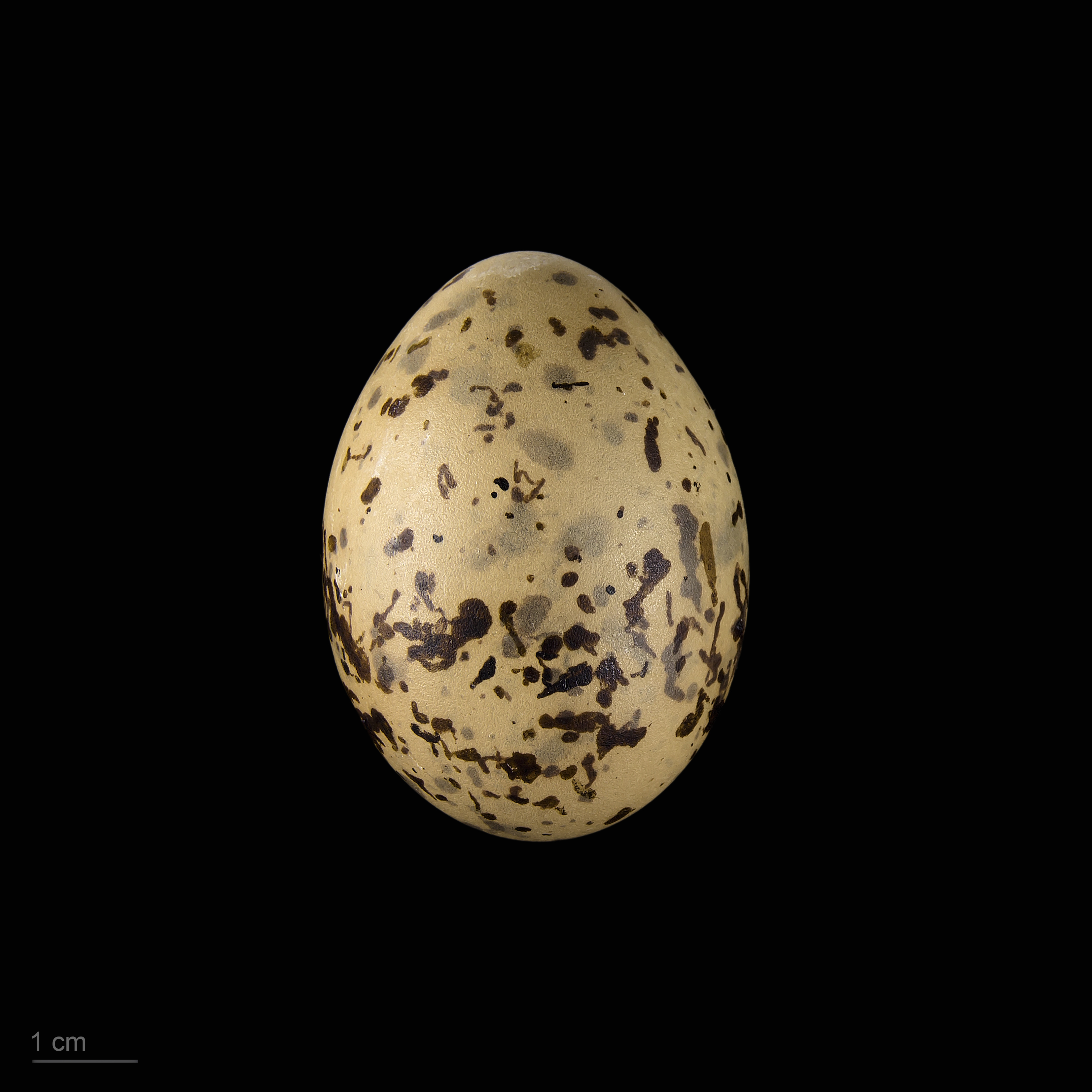
Leucophaeus pipixcan

A prérisirály (vagy Franklin-sirály, illetve Franklin-prérisirály (Leucophaeus pipixcan) a madarak (Aves) osztályába a lilealakúak (Charadriiformes) rendjébe, ezen belül a sirályfélék (Laridae) családjába tartozó faj.
A régebbi rendszerekben a Larus nembe sorolták Larus pipixcan néven.

## Előfordulása
Kanada és az Amerikai Egyesült Államokban honos, telelni Mexikón és Közép-Amerikán keresztül Dél-Amerikába vonul. Kóborlásai során eljut Európába, Afrikába, Ausztráliába és Japánba is.

## Megjelenése
Testhossza 32–36 centiméter, szárnyfesztávolsága 85–95 centiméter, testtömege pedig 270–300 gramm közötti.

## Életmódja
Ízeltlábúakkal táplálkozik.

### Szaporodása
Mocsarakban, növényi részekből készíti el fészkét. Fészekalja 2-3 tojásból áll, melyen 24 napig kotlik. A fiókák kirepülési ideje 28-33 nap.

## A Kárpát-medencében
A Kárpát-medencében alkalmi vendég, rendkívül ritka kóborló.